# Хайкоуэлла
Хайкоуэлла (лат. Haikouella) — род вымерших животных, с высокой долей вероятности относящихся к хордовым (Chordata). Описан по ископаемым остаткам из Маотяньшаньских сланцев провинции Юньнань (Китай).

## Происхождение
Существо во многом подобно другой, считающейся близким к хордовым, форме жизни из той же поры — Yunnanozoon, которое является несколько более примитивным. Однако, присутствуют существенные анатомические отличия от Yunnanozoon, включая больший желудок и более мелкие (0,1 мм) глоточные зубы. У хайкоуэллы нет костей, также как каких-либо движущихся челюстей, но в остальном животное напоминает позвоночных. Интересно, что подобные хайкоуэлле рыбообразные формы Haikouichthys и Myllokunmingia нашлись в тех же самых слоях. Формы, принимаемые за полухордовых, также известны из этих сланцев, наряду с рядом находок в среднекембрийских сланцах Бёрджес Британской Колумбии. Кроме вероятных «рыбьих чешуек» из верхнего кембрия Вайоминга, США, а также, кроме подобной ланцетникам пикайи, эти китайские рыбообразные хордовые являются единственными достоверными доордовикскими хордовыми.

## Образ жизни и строение
Маотяньшанские сланцы связаны с фаунами глубоководных курильщиков, оазисами жизни, независимой от солнца и внешнего тепла. Такие находки, возможно, помогут понять, как живые организмы пережили гипотетическое полное оледенение материков и океанов в криогении (гипотеза «Земля-снежок»).
Хайкоуэлла известна по 305 образцам, найденным в провинции Юньнань. Животное от 20 до 30 мм (40 мм максимум) длиной, наличествует голова, жабры, мозг, нотохорд (хорда), есть также хорошо развитая мускулатура, сердце и замкнутая система кровообращения.
Тело хайкоуэллы ланцетовидно, отчётливо выделяется голова, туловище и хвост. Брюшная часть туловища утолщена, спинная существенно сжата с боков. По бокам головы расположена пара округлых образований, которые интерпретированы как глаза. На брюшной стороне головы находится оральное отверстие, окружённое небольшими щупальцами, подобными щупальцам современного и ещё более примитивного ланцетника, ведущее в объёмистую глотку, боковые стенки которой пронизаны жаберными щелями и укреплены шестью парами жаберных дуг. В глотке имеются очень маленькие (0,1 мм) образования, которые, вероятно, являются глоточными зубами — это конические выросты, а по её дну тянется желобок — эндостиль — признак, общий практически для всех хордовых. Глотка переходит в узкий пищевод, соединённый с извилистой средней кишкой, за ней — прямая задняя, которая завершается анальным отверстием на брюшной стороне тела, у самого основания хвоста.
Над кишечником хайкоуэллы расположена хрящевая хорда (осевой скелет), в туловище утолщённая и смещённая в нижнюю часть тела. Над хордой (нотохордом) находится продольный нервный тяж, который в голове преобразован в примитивный мозг, состоящий из трёх отделов. Под глоткой и над ней также находились тяжи; эти тяжи китайские палеонтологи интерпретировали как главные кровеносные сосуды — брюшную и спинную аорты. Их связывают жаберные артерии, а сама брюшная аорта начинается от похожего на пузырь вздутия, которое является, очевидно, сердцем (у современного ланцетника сердца нет), и это признак довольно высокой организации хайкоуэллы. У хайкоуэллы спинную часть туловища над хордою занимали метамерные мышцы, сегменты которых (миомеры) разделены своеобразными змееобразными перегородками — септами. Любопытно, что мускулатура современных ланцетников также метамерна, то есть имеет посегментное строение и тянется по обе стороны хорды. Прилегающие к хорде миомеры (миотомы) — мышечные сегменты в количестве 50—80 штук, разделены септами (миосептами) — студенистыми соединительнотканными перегородками. Миосепты соединены с оболочкой хорды и кутисом, тонким слоем соединительной ткани кожи. Каждый из миомер имеет форму половины конуса, вершина которого вкладывается в выемку последующего сегмента по направлению к переднему концу тела. Таким образом поддерживается связь между миомерами и осевым скелетом ланцетников. Для ланцетников характерна чрезвычайно редкая в животном мире асимметрия мускулатуры — ибо каждый мышечный сегмент по одну сторону хорды смещается на половину по отношению к миомерам другой; расположение миосепта — напротив середины миомера противоположной стороны. Подобный тип сегментации, характерный также для большинства представителей вендской фауны, называют симметрией скользящего отражения. По бокам средней кишки находятся половые железы: четыре пары у хайкоуэллы и 13 пар у юньнанозоона. Любопытно, что наличествует изогнутый хвостовой изгиб хорды, который, возможно, являлся примитивным хвостовым плавником, что в принципе уже подтверждено тем, что на нескольких образцах можно различить спинной и брюшной плавники: невысокий спинной и небольшие брюшной и хвостовой. Тем не менее в 2003 году со стороны некоторых американских и китайских биологов (Shu & Conway Morris) была попытка снова интерпретировать хайкоуэллу как полухордовое, ими оспаривается наличие миомеров, глаз и нотохорда, тем не менее первоначальная точка зрения поддержана большей частью учёных, в том числе первооткрывателями вида, научными справочниками и ведущими российскими и зарубежными специалистами.

## Значение для прояснения происхождения хордовых
Хайкоуэлла, как и другие примитивные хордовые кембрия, оказались чрезвычайно близки к гипотетическим реконструкциям общего предка хордовых, который был обоснован в 1925 году А. Н. Северцовым и назван этим ученым «примитивным бесчерепным» (Acrania primitiva).
Полученные данные соответствуют гипотезе о происхождении хордовых от древних «олигомерных червей», подобным по организации к современным кишечнодышащим полухордовым (Enteropneusta). Очевидно, что на ранних этапах эволюции хордовых у их предков развились новые приспособления (хорда, сегментация туловищных мышц, более совершенные органы чувств и центральная нервная система), обеспечившие переход от придонной жизни и червеобразного способа передвижения к активному плаванию в толще воды. Древнейшие хордовые сохраняли способ питания «олигомерных червей» — фильтрацию взвешенных в воде микроорганизмов и частиц ила с помощью глоточного фильтрационного аппарата. На это, возможно, указывают щупальца ланцетника и ряда кембрийских, новооткрытых форм. Возможно, уже тогда хордовые разделились на три группы, образовавшие в ходе дальнейшей эволюции три известные ныне подтипа: оболочников, бесчерепных (головохордовых) и позвоночных (черепных). От прикрепленных к морскому дну предков произошли оболочники, группа роющих морских хордовых дала начало бесчерепным, а те, что продолжали совершенствовать приспособления к активному плаванию, оказались предками позвоночных. Хотя возможна и альтернативная интерпретация — оболочники были исходными формами, а от их плавающих личинок — посредством неотении и произошли все остальные свободноживущие хордовые. Это может быть подтверждено тем, что современные кишечнодышащие и перистожаберные, как и им подобные палеозойские граптолиты (подобные именно перистожаберным) все-таки обладают существенными признаками, отличающими их от подлинно хордовых — например, мерцательным покровом.
Уже упоминалась вендская фауна загадочных седентарных организмов, с симметрией «скользящего отражения» как у хордовых, один из вендских организмов ярнемия — во многом напоминает оболочников (туникат), так как обладает подобным им мешковидным телом и двумя «сифонами», более того, его остатки насыщены ванадием, элементом, которым богаты как раз асцидии. Найдены и другие виды животных венда, считающиеся возможными хордовыми-туникатами. Возможно именно от каких-то вендских по времени седентарных животных, посредством личиночной неотении и произошли современные хордовые, хотя это — всего лишь неапробированная пока что гипотеза. Но, благодаря столь впечатляющим находкам, очевидно, что достаточно специализированные хордовые организмы приняли участие в кембрийском взрыве жизненных форм.

## Классификация
Описано два вымерших вида:
- Haikouella lanceolata Chen, Huang & Li, 1999typus[6]
- Haikouella jianshanensis[7].

## Комментарии
1. ↑  Гипотеза, что макроэволюция группы хордовых связана с неотенией. Представители класса бесчерепных (Acrania) сходны по организации с личинками представителей класса оболочников (Tunicata).